# Terje Haakonsen
 (décembre 2023).
Si vous disposez d'ouvrages ou d'articles de référence ou si vous connaissez des sites web de qualité traitant du thème abordé ici, merci de compléter l'article en donnant les références utiles à sa vérifiabilité et en les liant à la section « Notes et références ».
Terje Haakonsen est un snowboarder norvégien, longtemps considéré comme le numéro 1 mondial[réf. nécessaire], né le 11 octobre 1974 à Vinje, en Norvège.
Terje a dominé le milieu du snowboard freestyle dans les années 1990 en gagnant trois fois les ISF World Championships dans la discipline du half-pipe (1993, 1995 et 1997). Il a aussi gagné la coupe européenne (toujours en half-pipe) en 1991, 1992, 1993, 1994 et 1997, l'US Open en 1992, 1993 et 1995 et le Mt. Baker Banked Slalom en 1995, 1996, 1998, 2000, 2003 et 2004.
Il détient également le record du monde de hauteur en quarter pipe (9,8 m au-dessus du module qui fait déjà 10 m de haut).
Son style "old school" le relègue au second plan de la scène au début des années 2000. Néanmoins, il demeure une figure emblématique du snowboard. Il en aura fait évoluer le style et les possibilités de sauts.
Il est le créateur d'un tricks, nommé The Haakon Flip.
Il est le cofondateur du Ticket To Ride (TTR) World Snowboard Tour.

## Boycott desJeux olympiqueset création de l'Arctic Challenge
Quand l'épreuve du half-pipe a été introduite aux Jeux olympiques, Terje, ainsi que d'autres snowboarders, ont boycotté les qualifications. Celui-ci explique dans le magazine Rider - à qui il a donné une interview - qu'il les boycotte car il avance le fait que les Jeux Olympiques sont une compétition entre les pays et que cela ne correspond pas à la philosophie du surf des neiges[réf. nécessaire].